# Epiwubana
Epiwubana Millidge, 1991 è un genere di ragni appartenente alla famiglia Linyphiidae.

## Distribuzione
L'unica specie oggi attribuita a questo genere è stata reperita nel Cile: è un endemismo della Regione di Valparaíso.

## Tassonomia
A dicembre 2011, si compone di una specie:
- Epiwubana jucunda Millidge, 1991[3] — Cile